# Alejandro Ávila
Alejandro Ávila  (Salamanca, Guanajuato, Mexikó, 1964. február 9. –) mexikói színész.

## Élete
Alejandro Aranda néven született 1964. február 9-én. Első szerepét 1995-ben kapta a Lazos de amor című telenovellában, mint Jorge. 1999-ben a Rosalinda című teleregényben tűnt fel. 2009-ben Vad szív című sorozatban játszotta Pablo Miranda szerepét. 2010-ben megkapta Cutberto González szerepét a Teresa című telenovellában.

## Telenovellák
- Mi adorable maldición (2017) .... Camilo Espinosa
- Mámoros szerelem (2016) .... Marcos Muñoz
- Corazón que miente (2016) .... Rogelio Medina Sánchez
- Que te perdone Dios (2015) .... Lucio Ramirez
- Szerelem zálogba (Lo que la vida me robó) (2013-2014) .... Víctor Hernández
- Amit a szív diktál (Porque el amor manda) (2012-2013) .... Fernando Rivadeneira
- Könnyek királynője (Corona de lágrimas)  (2012) .... Baldomero
- Bűnös vágyak (Abismo de pasión) (2012) ....Doctor Manrique
- Megkövült szívek (La que no podia amar) (2011-2012) .... Ernesto Cortéz
- Teresa (2010-2011) .... Cutberto González
- Vad szív (Corazón salvaje) (2009).... Pablo Miranda
- Juro que te amo (2008).... Mariano Lazcano
- Tormenta en el Paraíso (2007).... Víctor
- Pasión (2007).... Juancho
- Amor sin maquillaje (2007)
- Amar sin límites (2006-2007).... Mario López
- Duelo de pasiones (2006).... Orlando Villaseñor
- El amor no tiene precio (2005).... Dr. Arnaldo Herrera
- Piel de otoño (2005).... Bruno Dordelli
- De pocas, pocas pulgas (2003).... Lorenzo Valverde
- La otra (2002).... Román Guillén
- Szeretők és riválisok (Amigas y rivales) (2001).... Sebastián
- El precio de tu amor (2000-2001).... Guillermo San Miguel
- Cuento de Navidad (1999).... Saúl Coder (fiatal)
- Tres mujeres (1999-2000).... Claudio Altamirano
- Amor gitano (1999)
- Rosalinda (1999).... Gerardo Navarrete
- Infierno en el paraíso (1999) .... Felipe
- Rencor apasionado (1998).... Alejandro Mena
- Esmeralda (1997)
- La culpa (1996).... Judicial
- Tú y yo (1996) ... Tomás Santillana (fiatal)
- La sombra del otro (1996).... Benito
- Marisol (1996).... Castello
- Lazos de amor (1995).... Jorge

## Díjak és jelölések
TVyNovelas-díj
| Év   | Kategória                    | Cím                  | Eredmény |
| ---- | ---------------------------- | -------------------- | -------- |
| 2009 | Legjobb férfi főszereplő     | Juro que te amo      | Jelölés  |
| 2014 | Legjobb férfi mellékszereplő | Porque el amor manda | Jelölés  |